# Pieve di Agno
La pieve di Agno o pieve di San Giovanni Battista era il nome di un'antica pieve della diocesi di Como e del baliaggio di Lugano con capoluogo Agno.
Il patrono era san Giovanni Battista, al quale è ancora oggi dedicata la chiesa parrocchiale di Agno.

## Storia

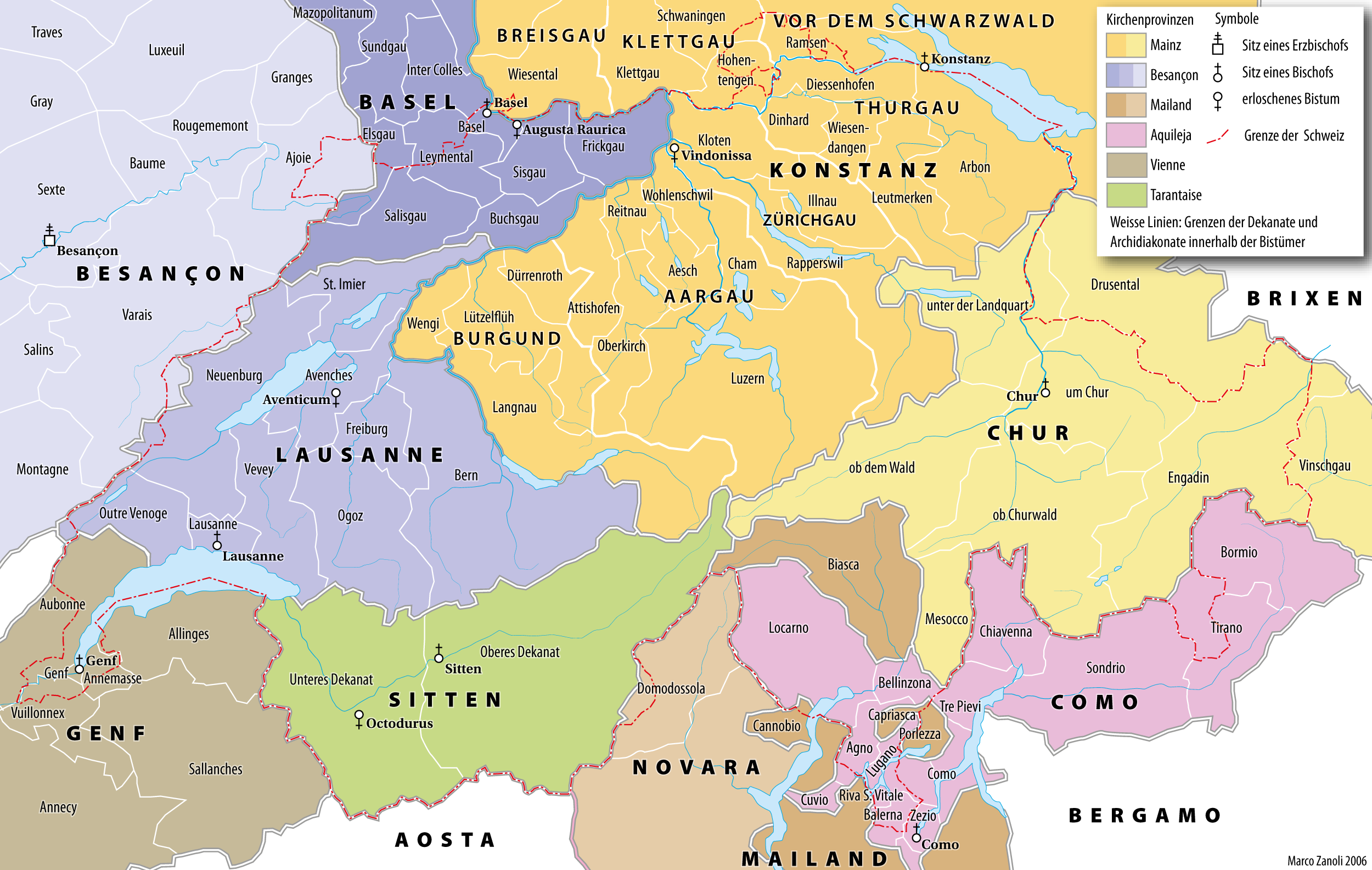
Antichi confini delle pievi

La pieve di Agno fu in antichità una dipendenza di Milano funzionale a garantire al capoluogo lombardo i collegamenti col Lucomagno, che nel Medioevo passavano per Varese, e non come invece oggi da Como, ma in seguito alle lotte comunali e alla calata del Barbarossa, la Diocesi di Como stabilì fermamente la sua autorità su tutta la regione del Sottoceneri. Dal punto di vista amministrativo invece, il percorso fu esattamente inverso, e dal 1335 la signoria di Como fu sostituita da quella del Ducato di Milano.
Il territorio religioso della pieve era molto ampio, estendendosi a sudovest fino ai margini della pieve di Val Cuvia, mentre quello civile era più limitato, dato che i milanesi avevano creato un'unica pieve di Val Travaglia per meglio controllare i transiti tra il Verbano e il Ceresio.
Nel 1512 l'intero territorio subì l'invasione dei confederati elvetici, che iniziarono una guerra quadriennale contro la Francia per il controllo del Nord Italia, conclusasi nel 1516 con il Trattato di Friburgo che segnò la definitiva annessione alla Svizzera della pieve amministrativa di Agno che, con quelle di Riva, Lugano e Capriasca entrò nel neocostituito Baliaggio di Lugano, dipendenza diretta della Confederazione.
Nel Seicento si impose la revisione anche della pieve religiosa, attraversata a quel punto da più di un secolo dal confine di Stato tra Svizzera e Spagna. Il 19 agosto 1633 il vescovo di Como, Lazzaro Carafino, eresse a nuova sede prepositurale la parrocchia di San Martino di Marchirolo, che estese la sua autorità su Arbizzo, Cugliate, Fabiasco, Lavena con Ardena, Marzio e Viconago. I confini occidentali della pieve religiosa vennero così quasi a coincedere con la frontiera politica con due eccezioni: Ponte Tresa per la sua dipendenza dalla parrocchia di Lavena, e all'opposto Cremenaga per la sua sottoposizione alla parrocchia di Sessa. Entrambe queste due incongruenze non vennero risolte se non nell'Ottocento, quando la retorica nazionalista impose la drastica uniformità della geografia ecclesiastica ai confini statali. Dei due, il caso di Cremenaga fu il più particolare: portato per la sua struttura orografica ad una naturale relazione coi suoi vicini elvetici, il paesino venne letteralmente dimenticato dal governo iberico, e visse di fatto in simbiosi anche amministrativa con la Svizzera finché non venne richiamato ai propri doveri territoriali dai nuovi dominatori austriaci a metà del Settecento.
La pieve amministrativa terminò in corrispondenza dell'invasione giacobina del 1798, allorquando fu inclusa in una più larga provincia costituita secondo i canoni centralistici e antifederalistici degli invasori: il Cantone di Lugano. Per quanto riguarda la struttura religiosa, essa confluì nella nuova diocesi di Lugano nel 1884 quando il governo elvetico non volle più le sue terre sottoposte a vescovi con sede all'estero.